# جان فیلیپ لا
جان فیلیپ لا (انگلیسی: John Phillip Law؛ ۷ سپتامبر ۱۹۳۷ – ۱۳ مهٔ ۲۰۰۸) یک بازیگر سینما، و هنرپیشه اهل ایالات متحده آمریکا نامزد های دریافت جایزه  گلدن  گلوب  و لورل طلایی بود.

## جوایز
نامزد دریافت جایزه گلدن گلوب
نامزد دریافت جایزه لورل طلایی

## گزیده فیلمشناسی
- یانکی باشکوه (۱۹۵۰)
- قایق نمایشی (۱۹۵۱)
- روس‌ها می‌آیند، روس‌ها می‌آیند (۱۹۶۶)
- بشتاب غروب (۱۹۶۷)
- باربارلا (۱۹۶۸)
- گروهبان (۱۹۶۸)
- خاطرات یک اپراتور تلفن (۱۹۶۹)
- میشل استروگف (۱۹۷۰)
- آخرین فیلم (۱۹۷۱)
- سفر طلایی سندباد (۱۹۷۳)
- فصل شکار (۱۹۷۴)
- پلکان مارپیچ (۱۹۷۵)
- گذرگاه کاساندرا (۱۹۷۶)
- سوار بر اسب سفید (۱۹۷۸)
- همسر شیطان (۱۹۷۹)
- نیروی حمله زد (۱۹۸۱)
- تارزان مرد گوریلی (۱۹۸۱)
- قمر در عقرب (۱۹۸۷)
- مهاجم (۱۹۸۸)
- سی‌کیو (۲۰۰۱)